# Odd Job Jack
Odd Job Jack è una sitcom animata canadese del 2003, creata da Adrian Carter, Denny Silverthorne Jr. e Jeremy Diamond. 
La serie è incentrata su Jack Ryder, un ragazzo laureato che si presenta agli uffici di Odd Jobs Unlimited per chiedere lavoro, portandolo continuamente a vivere improbabili e bizzarre avventure. Al suo ritorno trascrive tutto sul suo portatile, nel tentativo di pubblicare un libro sulle sue disavventure.
La serie è stata trasmessa per la prima volta in Canada su CTV Comedy Channel dal 5 marzo 2003 al 14 ottobre 2007, per un totale di 52 episodi ripartiti su quattro stagioni. In Italia la serie è stata trasmessa su Paramount Comedy e Comedy Central dal 15 dicembre 2006 al 2008.

## Trama
La serie racconta le mille disavventure di Jack Ryder, un giovane laureato in sociologia che si affaccia al duro mondo del lavoro in condizioni di tracollo finanziario. La trama in ogni puntata segue il solito cliché: Jack Ryder si reca negli uffici della Odd Jobs Unlimited e parla con Betty Styles, la sua consulente professionale che gli propone in ogni episodio un nuovo lavoro che lo catapulta nelle situazioni più improbabili e lo mette in contatto con i personaggi più strani e bizzarri. Jack alla fine di ogni episodio trascrive tutto ciò che gli capita sul suo portatile, in attesa di pubblicare un libro sulle sue disavventure.
Gli altri personaggi del cartoon sono Leo, un hacker che soffre di agorafobia e mantiene rapporti sociali solo tramite il web, e Bobby, un asiatico che di giorno aiuta i genitori a mandare avanti il loro negozio e di notte si trasforma in un dj e in un eroe mascherato. Il cartone presenta scene violente e leggermente spinte, nonché l'uso di droghe da parte dei personaggi e un linguaggio piuttosto volgare. Jack rappresenta, seppure in chiave farsesca, il prototipo del ragazzo moderno: confuso e incerto sul proprio futuro, nonché vittima del mondo del lavoro precario.

## Episodi
| Stagione         | Episodi | Prima TV originale | Prima TV Italia |
| ---------------- | ------- | ------------------ | --------------- |
| Prima stagione   | 13      | 2003-2004          | 2006-2007       |
| Seconda stagione | 13      | 2005               | 2007            |
| Terza stagione   | 13      | 2006               | 2008            |
| Quarta stagione  | 13      | 2007               | 2008            |

## Personaggi e doppiatori
- Jack Ryder (stagioni 1-4), voce originale di Don McKellar, italiana di Simone D'Andrea.
- Bobby Lee (stagioni 1-4), voce originale di Matthew Ferguson, italiana di Luca Bottale.
- Leopold Trench (stagioni 1-4), voce originale di Jeremy Diamond, italiana di Gianluca Iacono.
- Betty Style (stagioni 1-4), voce originale di Teress Morton, italiana di Alessandra Karpoff.

## Produzione
Odd Job Jack è stato creato dalla Smiley Guy Studios a Toronto, in Ontario, ed è stato sviluppato originariamente come una webserie. I produttori dell'adattamento televisivo hanno reso omaggio alle loro radici mantenendo un sito web formato da specifici contenuti interattivi (soprattutto videogiochi in Adobe Flash) per supportare ogni episodio. Il 14 luglio 2006, tramite un'e-mail agli abbonati, Smiley Guy Studios ha annunciato FreeJack, un'iniziativa in base alla quale hanno iniziato a rilasciare i file originali animati di ogni personaggio, oggetto di scena e background di ogni episodio dell'imminente nuova stagione. I file sono stati pubblicati con una condivisione non commerciale, tramite un permesso d'autore. Nel 2007, la serie ha definitivamente terminato la produzione di nuovi episodi.